# Igreja Reformada Neerlandesa (NGK)
Para outras denominações de nome semelhante, veja Igreja Reformada Neerlandesa (desambiguação)
A Igreja Reformada Holandesa (IRH) ou Igreja Reformada Neerlandesa (IRN) - em africâner Nederduitse Gereformeerde Kerk, abreviado como NGK - é uma denominação cristã, de tradição reformada continental, fundada no Século XVII, na África do Sul, por migrantes holandeses. Posteriormente, a denominação se espalhou para a Namíbia, Suazilândia e partes de Botswana, Zimbabwe e Zâmbia.
Em 2013, a denominação estimou ter 1.074.765 membros e 1.602 ministros ordenados em 1.158 congregações.

## História

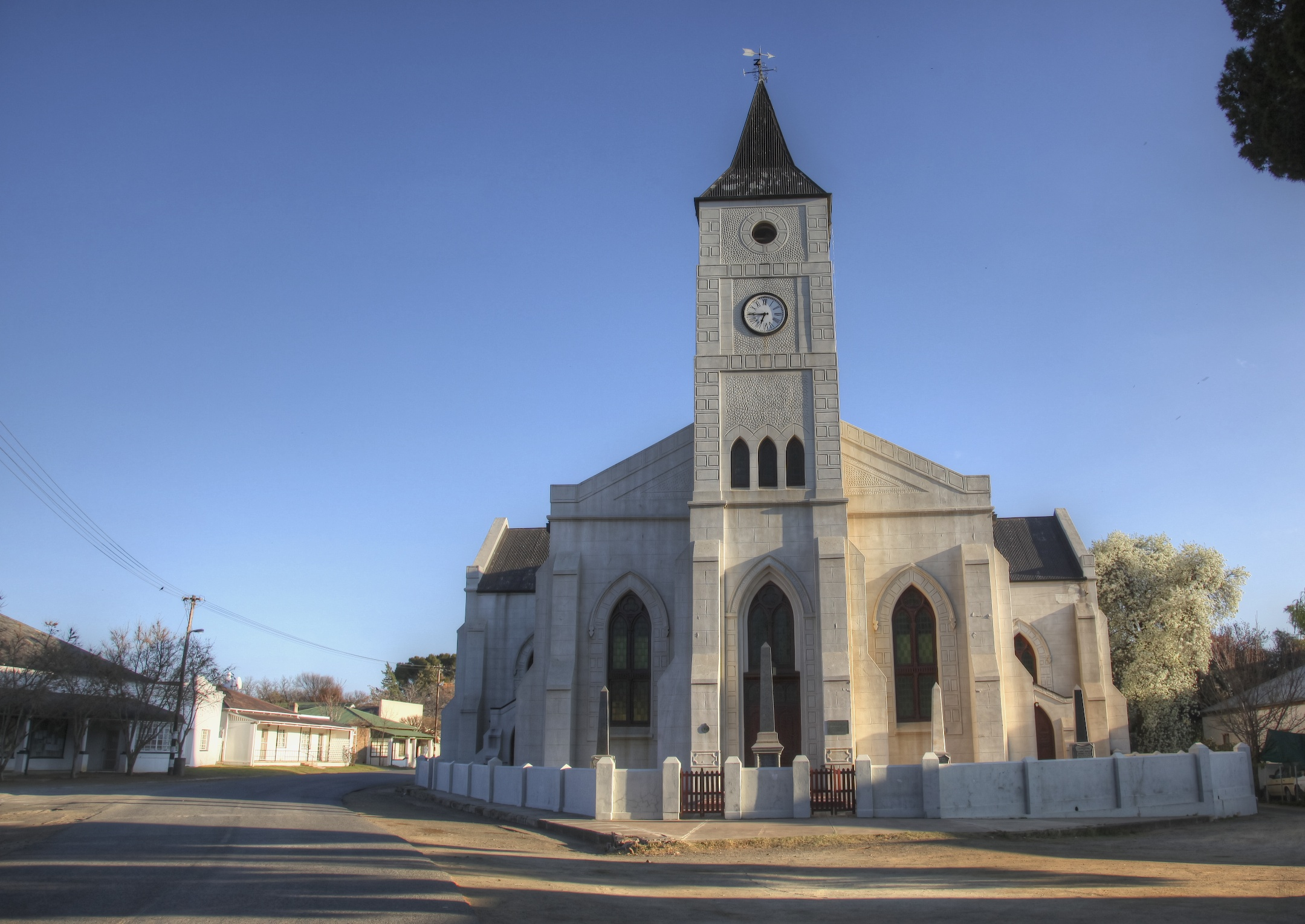
Igreja Reformada Neerlandesa (NGK) em Philippolis.

A denominação foi fundada por imigrantes holandeses, membros da Igreja Reformada Neerlandesa, que se estabeleceram no que posteriormente seria a África do Sul em 1652.
Além disso, refugiados huguenotes, em fuga da perseguição religiosa aos calvinistas na França emigraram para a região e foram assimilados pelos holandeses.
A denominação apoiou o Apartheid, sendo por isso expulsa da Aliança Mundial das Igrejas Reformadas e do Concílio Mundial das Igrejas. Todavia, em 1986, a denominação declarou-se arrependida por esta conduta e foi aceita novamente nos órgãos ecumênicos.

## Doutrina
A denominação subscreve os Padrões da Unidade (Confissão Belga, Catecismo de Heidelberg e Cânones de Dort) como seus símbolos de fé. Além disso, reconhece o Credo Niceno-Constantinopolitano, Credo dos Apóstolos e Credo de Atanásio como exposições fiéis das doutrinas bíblicas.
A denominação também aceita a ordenação de mulheres como pastoras, presbíteras e diaconisas.
Em 2015, a denominação passou a permitir o casamento entre pessoas do mesmo sexo. Essa decisão foi revogada pelo Sínodo de 2016. 
A revogação foi questionada judicialmente, por supostamente não ter seguido o procedimento previsto na Constituição da denominação. Em 2019, a Justiça da África do Sul reconheceu a nulidade da revogação, tornando a decisão de 2015 válida novamente.

## Relações Intereclesiásticas
A IRN é membro da Conselho Mundial de Igrejas, Comunhão Mundial das Igrejas Reformadas, Conferência de Igrejas de Toda a África e Conselho de Igrejas da África do Sul.